# Шеліно
Шеліно (рос. Шелино) — присілок в Питаловському районі Псковської області Російської Федерації.
Населення становить 140 осіб. Входить до складу муніципального утворення Утроїнська волость.

## Історія
Від 2015 року входить до складу муніципального утворення Утроїнська волость.

## Населення
| 2001 | 2002 | 2010 |
| ---- | ---- | ---- |
| 167  | ↘159 | ↘140 |